# Jerzy Konorski
Jerzy Konorski (ur. 1 grudnia 1903 w Łodzi, zm. 14 września 1973 w Warszawie) – polski neurofizjolog, neuropsycholog, współodkrywca i badacz odruchów warunkowych II typu zwanych także instrumentalnymi.
Został odznaczony Krzyżem Oficerskim Orderu Odrodzenia Polski (1946).

## Życiorys

### Dzieciństwo i edukacja
Urodził się jako czwarte i najmłodsze dziecko w rodzinie prawniczej. W 1910 z przyczyn patriotycznych został wysłany przez rodziców do Gimnazjum Polskiego w Łodzi Towarzystwa „Uczelnia”. Po skończeniu gimnazjum w 1921 r. wyjechał do Warszawy studiować matematykę na Uniwersytecie Warszawskim. Po pierwszym roku przeniósł się na psychologię, gdzie pasjonował się wykładami z prawa. Prowadził je Leon Petrażycki, który był nie tylko prawnikiem, lecz również filozofem, socjologiem prawa, etykiem i logikiem. Twierdził, że prawo i moralność nie są czymś obiektywnym: jeśli nie zaistnieje emocja, to nie możemy mówić ani o prawie, ani o moralności. Wykłady tak zainteresowały Konorskiego funkcjonowaniem mózgu, że już w następnym roku rozpoczął studia medyczne.

### Współpraca ze Stefanem Millerem
W 1927, będąc na trzecim roku medycyny, poznał Stefana Millera, polskiego Żyda wychowanego w Rosji. Razem, zaniedbując nieco medycynę, mogli czytać i analizować treść publikacji Iwana Pawłowa o odruchach warunkowych. Konorski i Miller doszli do wniosku, że motoryczne reakcje zwierząt, zwłaszcza związane ze zdobywaniem pokarmu lub unikaniem niebezpieczeństwa muszą mieć inny charakter niż reakcje wydzielnicze. Dla odróżnienia odruchy warunkowe wymagające wykonania przez zwierzę reakcji ruchowej lub powstrzymania się od niej nazwali odruchami II typu. Obecnie odruchy te częściej nazywane są odruchami instrumentalnymi.
Samodzielne eksperymenty zaczęli robić na własny koszt w niewielkim laboratorium prof. psychologii Jakuba Segala 1 lutego 1928 Pierwszemu instrumentalnemu warunkowaniu, na tekturą izolowanym od otoczenia stanowisku z „ręczną automatyką”, został poddany młody pies rasy buldog o imieniu Bobek. Warunkowanie było proste: na dźwięk fisharmonii tylna łapa psa była drażniona prądem – wywoływało to jej uniesienie nagradzane kawałkiem kiełbasy. Po kilku powtórzeniach już na sam dźwięk pies unosił łapę. Jej samowolne podnoszenie oraz podnoszenie na inny dźwięk nie było wzmacniane. Później wykonano warunkowanie przedniej łapy na włączoną lampę a przy okazji odkryto zjawisko nazwane generalizacją. Kiedy opaska do podawania impulsu elektrycznego była na łapie to była podnoszona zarówno na światło jak i na dźwięk. Okazało się, że pies jako bodziec warunkowy instrumentalny kojarzył nie tylko to co eksperymentatorzy uważali za bodźce warunkowe (dźwięk i światło) ale i opaskę.
Konorski i Miller uzyskane wyniki przedstawili audytorium Warszawskiego Oddziału Francuskiego Towarzystwa Biologicznego w Paryżu oraz w liście do Pawłowa. Materiał z badań w 1928 roku opublikowano w „Comptes Rendus de la Societe de Biologie et de ses Filiales”. Wkrótce od Pawłowa przyszedł list z gratulacjami, a na swojej uczelni otrzymali prawo korzystania z laboratorium katedry fizjologii człowieka. Teraz można było eksperymentować na większej liczbie psów i w znacznie szerszym zakresie (włączono pomiar ilości wydzielanej śliny dla porównania z pawłowskim odruchem). Odkryto, że dodatni bodziec z warunkowania klasycznego jest w stanie zahamować warunkową odpowiedź instrumentalną natomiast bodziec negatywny tej właściwości nie ma. Nowe wyniki opublikowano w „Comptes Rendus de la Societe de Biologie et de ses Filiales” w 1930.

### Współpraca z Pawłowem
Po ukończeniu studiów Konorski i Miller zaczęli pracę w kierowanym przez Witolda Łuniewskiego szpitalu psychiatrycznym w Pruszkowie pod Warszawą.
Nauka i obowiązki szpitalne nie pozwoliły na nowe eksperymenty, za to po raz pierwszy opracowali swoje wyniki w języku polskim: Odruchy warunkowe analizatora ruchowego (1932) i Próba fizjologicznego objaśnienia nabytej działalności ruchowej zwierząt (1933). Prawdopodobnie publikacja z 1930 skłoniła I. P. Pawłowa do zaproszenia ich do swego laboratorium w Leningradzie dokąd przybyli w listopadzie 1931. Mogli korzystając z wiedzy Pawłowa, doświadczenia personelu i profesjonalnego wyposażenia laboratorium Akademii Nauk ZSRR przeprowadzić własne warunkowania.
Miller po półrocznym pobycie musiał wrócić do Warszawy, a Konorski uzyskał etat i status ucznia Pawłowa pozostając w Leningradzie prawie trzy lata. Opis przeprowadzonych w ZSRR badań został opublikowany w 1936 w periodyku wydawanym przez laboratorium Pawłowa. Wyniki Pawłow ocenił jako podstawę do zrozumienia mechanizmu działań wolicjonalnych, mimo tego nie uznał odrębności odruchów II typu.

### Koncepcje Sherringtona i Skinnera
Po powrocie do Warszawy w czerwcu 1933 Konorski został zatrudniony w nowo tworzonym dziale neurofizjologicznym Instytutu Biologii Doświadczalnej im. Nenckiego, a pod koniec roku ożenił się. Jego żoną została pracująca już w Instytucie Liliana Lubińska, biolog po francuskiej Sorbonie z doktoratem u neurofizjologa Louisa Lapicque, zwolennika Sherringtona.
Wkrótce Konorski, porównując koncepcję funkcjonowania mózgu autorstwa Pawłowa z jego wzajemnie oddziaływającymi obszarami dodatnich i ujemnych pobudzeń, oraz Sherringtona, według którego każdy neuron miał możliwość zarówno pobudzania i hamowania, opowiedział się za Sherringtonem. Badania nad obronnym odruchem warunkowym uwzględniające te poglądy ukazały się po polsku tuż przed wojną i pozostały niezauważone.
Wywiązała się też naukowa polemika między Skinnerem, który, jak się zdaje, dopiero w 1935 zauważył, że istnieją dwa typy odruchów, przy czym klasyczny odruch Pawłowa nazywał odruchem drugiego typu, natomiast odruch instrumentalny odruchem I typu. Odpowiedzi Konorskiego i Millera ukazały się w 1937. Dopiero później Skinner wprowadził pojęcia operant behavior jako określenie dla odruchów instrumentalnych i respondent behavior na określenie odruchów klasycznych.

### II wojna światowa
We wrześniu 1939 zaczęła się wojna. Próba wydostania się spod okupacji niemieckiej przez Rygę do Anglii zakończyła się w okupowanym przez Rosjan Białymstoku. Konorski zaczął pracę w szpitalu psychiatrycznym w Choroszczy za miastem.
Po pewnym czasie udało mu się nawiązać kontakt ze znajomymi z instytutu Pawłowa i uzyskać zaproszenie do Leningradu. Konorskiemu zaproponowano wolny etat kierownika pracowni fizjologicznej w Podzwrotnikowej Stacji Badania Naczelnych w Suchumi, dokąd przyjechali w czerwcu 1940. Planowane doświadczenia na małpach nie doszły do skutku z powodu ataku Niemiec na ZSRR. Konorski z Lubieńską zajęli się medycyną wojskową. Podczas doświadczeń na małpach i psach udało im się odkryć, że przecięte i stymulowane lekkimi impulsami włókna nerwowe regenerują się w tempie 4 mm/dobę, podczas gdy pozostawione w spokoju 4 razy wolniej.
Wkrótce placówkę w Suchumi trzeba było ewakuować. Konorski trafił do przyfrontowego szpitala w Tbilisi, gdzie miał możliwość obserwacji różnych urazów mózgu i towarzyszących im objawów.

### Restytucja Instytutu Nenckiego

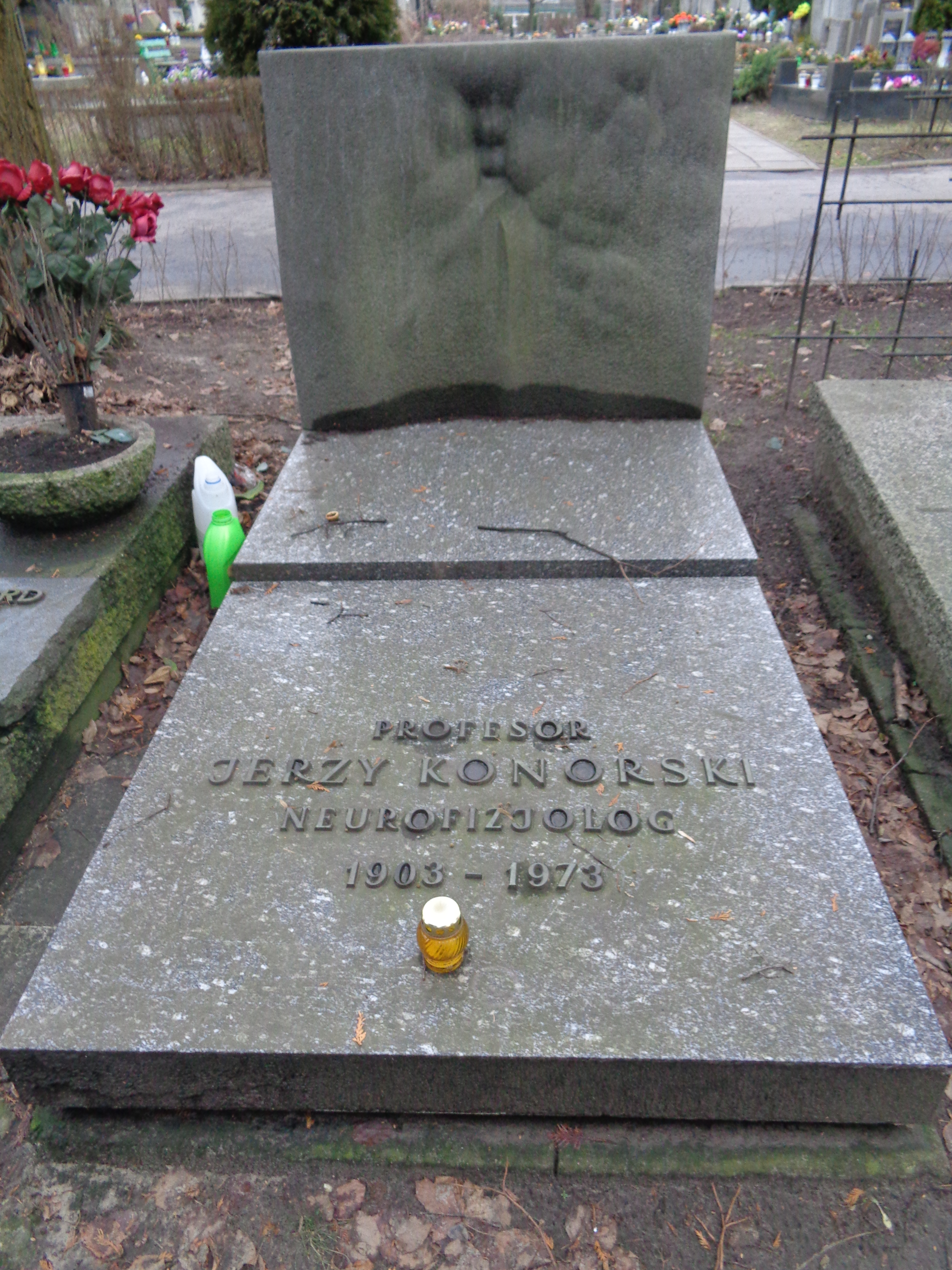
Grób Jerzego Konorskiego na wojskowych Powązkach

Pod koniec sierpnia 1945 Konorscy powrócili do Warszawy. Tu okazało się, że Millerowie nie przeżyli okupacji, budynek Instytutu nie istnieje, a w całej Warszawie nie ma możliwości uzyskać budynku zastępczego. Pozostali przy życiu pracownicy Instytutu zorganizowali się w komitet założycielski i u ministra edukacji Wycecha uzyskali pozwolenie na reaktywację Instytutu Nenckiego.
W Łodzi trafili do organizującego łódzki uniwersytet Kotarbińskiego i dostali etaty na uczelni ze zgodą na dodatkowe zajęcia w Instytucie Nenckiego. Na uczelni Konorski został szefem katedry neurofizjologii, a w Instytucie Nenckiego kierownikiem Zakładu Neurofizjologii. Wszystko trzeba było organizować od zera – sprzęt, aparaturę, a także szkolić nowych fachowców na miejsce tych, którzy zginęli, dlatego dopiero w 1947 roku można było zacząć doświadczenia w Instytucie.
Konorski w wolnych chwilach pisał książkę ujmującą aktualny stan wiedzy o odruchach warunkowych. Latem 1946 dostał pozwolenie na wyjazd do Anglii, gdzie zajął się pracami nad tłumaczeniem i przygotowaniem jej do druku. Ukazała się w 1948 nakładem Cambridge University Press pod tytułem Conditioned Reflexes and Neuron Organization. Tymczasem w ZSRR i krajach socjalistycznych odruchy instrumentalne, jako niezgodne z poglądami (nieżyjącego) Pawłowa, uznano za rewizjonizm. W Polsce badania te były źle widziane, ale ich nie zakazano. Lucjan Stępień przeszkolił pracowników Instytutu w technikach chirurgii mózgu. Operując i prowadząc eksperymenty z odruchami można było teraz wniknąć w strukturę i rolę poszczególnych części mózgu. Okazało się, że płaty czołowe kory nie są niezbędne do powstawania odruchów, jednak bez nich słabły odruchy hamujące, reakcje były gwałtowne, mniej skoordynowane. Uszkodzenia kory ruchowej powodowały czasowy zanik odruchów, które później wracały, chociaż często w postaci wykoślawionej.
W 1948 Konorski jako pierwszy opisał dwie wrodzone właściwości neuronu, pobudliwość i plastyczność, co stało w sprzeczności z powszechnie przyjętym twierdzeniem, że komórki nerwowe nie podlegają regeneracji. Rozwój bioinżynierii w minionych dekadach sprawił, że jego hipotezy wreszcie znalazły potwierdzenie w przeprowadzanych badaniach. To rewolucyjne odkrycie jest dziś podstawą nowej i intensywnie rozwijającej się dziedziny badań, jaką jest neuroplastyczność.
Konorski coraz mniej miał czasu na własne badania – kierował zakładem i koordynował prace doświadczalne kilkunastu ludzi, a także jeździł do Warszawy, gdzie za sprawą starań Jana Bohdana Dembowskiego budowano nowy budynek Instytutu. Mając odpowiednie doświadczenie, mógł poddać wiele usprawniających pomysłów. W 1955 Instytut powrócił do Warszawy.
Od roku 1957 Konorski kierował pracami zespołu Zakładu Neurochirurgii w Instytucie Medycyny Doświadczalnej i Klinicznej 
PAN, dotyczącymi funkcji mowy w aspekcie mechanizmów afazji i agnozji. We współpracy z Lucjanem Stępniem prowadził przez 15 lat badania nad pacjentami neurologicznego szpitala, analizując wpływ punktowych uszkodzeń mózgu na upośledzenie mowy.
W 1968 Konorski został dyrektorem Instytutu Biologii Doświadczalnej im. M. Nenckiego.
Zmarł w 1973, spoczywa na Cmentarzu wojskowym na Powązkach w Warszawie (kw. 35A-1-7).

### Współpraca międzynarodowa
W 1956 Konorski zorganizował w Pałacu Kultury i Nauki międzynarodową konferencję na temat odruchów warunkowych i działania mózgu. Został także wybrany członkiem korespondentem PAN. Pod koniec 1957 pojechał na trzy miesiące z wykładami do USA. Zwiedził tam wszystkie liczące się ośrodki badań neurofizjologicznych, nawiązał kontakty i przyjaźnie, które później umożliwiły innym pracownikom instytutu wyjazdy na praktyki. Od 1959 Instytut Nenckiego, Akademia Nauk ZSRR i Czechosłowacji organizowały wspólne sympozja ułatwiające wymianę doświadczeń. W 1964 Konorski otrzymał nagrodę państwową.
Na początku lat 60., na podstawie Public Law 480, Polska zamiast spłacać długi wobec USA mogła odpowiednie pieniądze inwestować w badania naukowe, których wynikami zainteresowane były instytucje amerykańskie. Instytut Nenckiego od 1962 nawiązał taką współpracę z Sekcją Neuropsychologii NIMH przez Halvorda E. Rosvolda. W związku z tym Konorski często wyjeżdżał do USA, gdzie zyskał dużą popularność i 1965 został członkiem National Academy of Sciences. Był też w latach 1962-1973 redaktorem naczelnym wydawanego przez Instytut Nenckiego czasopisma, noszącego do 1969 tytuł „Acta Biologiae Experimentalis”, następnie zmieniony na „Acta Neurobiologiae Experimentalis”.

## Dorobek naukowy
Jerzy Konorski jest autorem lub współautorem licznych publikacji, często cytowanych w świecie. Najbardziej znana jest książka Integracyjna działalność mózgu. Była pisana po angielsku ponad trzy i pół roku. Pierwsze, angielskojęzyczne wydanie ukazało się w 1967. Dwa lata później wydrukowano ją również po polsku (PWN 1969). Praca została przyjęta chłodno, gdyż dla większości czytelników okazała się zbyt trudna. Kilka hipotez w niej zawartych wkrótce obalono (Konorski i Tarnecki, 1970), inne potwierdziły się w pełni, np. hipoteza, że w podwzgórzu istnieją dwa typy jednostek gnostycznych (stgr. γνῶσις gnosis – poznanie, wiedza): jedne odpowiedzialne za głód, a drugie za sytość (Gallistel i inni, 1969).

### Koncepcja jednostek gnostycznych i percepcji jednostkowych
Według Jerzego Konorskiego psychologia postaci rozwinęła się wskutek odrzucenia założeń XIX-wiecznej psychologii asocjacyjnej. Wyniki badań neuropsychologicznych skłoniły do uznania, że na wyższych piętrach analizatorów zmysłowych (w „okolicach gnostycznych” kory) znajdują się „jednostki gnostyczne” – „zespoły komórkowe” (cell assemblies, D.O. Hebb, The Organization of Behavior. A neuropsychological theory, NY 1949) albo pojedyncze komórki, związane z percepcjami przedmiotów, osób itp. „Zespoły komórkowe” tej okolicy są tak powiązane, że wystarczy pobudzić jedną jednostkę, aby wywołać reakcję zespołu – „percepcję jednostkową”. Jednostki gnostyczne są wierzchołkami piramid, których podstawy tworzą poszczególne receptory. Te same receptory i inne jednostki niższych pięter analizatorów (włączeniowe i wyłączeniowe) należą do różnych „piramid” (jednostek gnostycznych może być więcej niż receptorów).
Pobudzenie jednostki gnostycznej oznacza, że przedmiot, osobę, wrażenie rozpoznajemy, lecz nie jesteśmy w stanie określić, jaki komplet bodźców spowodował percepcję (np. jakie rysy twarzy spowodowały, że rozpoznajemy osobę
rzucając okiem na karykaturę lub niewyraźne zdjęcie, jakie cechy znajomego głosu odegrały tę samą rolę, jaki chemiczny skład olejku eterycznego zdecydował o jego natychmiast rozpoznawalnym zapachu).

Schemat fragmentu analizatora – zasada dywergencji i konwergencji na kolejnych piętrach systemu aferentnego, przekazującego informację od neuronów pola recepcyjnego (np. nabłonek węchowy, siatkówka oka, skóra z receptorami dotyku) do obszaru gnostycznego

Konorski stwierdził, że im bardziej złożone są wzorce, do których rozpoznawania jest dostosowywana jednostka gnostyczna, tym bardziej wielopiętrowy jest analizator (większa liczba szczebli przekaźnikowych, bardziej rozrośnięta kora mózgowa). Zwracał uwagę na podobne zależności w rozwoju filogenetycznym (dobudowywanie kolejnych „pięter integracji korowej”).

Przykłady figur dwuznacznych (zob. złudzenie wzrokowe)
Który wierzchołek sześcianu jest skierowany do obserwatora? Co widzisz (kielich, czy profile twarzy)?

Przykłady dopełniania elementów percepcji (nieistniejący trójkąt i kula)

Jako główne właściwości percepcji jednostkowych wymienia:
1. są zawsze poprzedzane odpowiednim „odruchem celowniczym” – koncentracją uwagi na bodźcu/bodźcach, wywołanej np. przez napęd eksploracyjny (ciekawość) lub inne napędy,
2. występują zgodnie z zasadą „wszystko albo nic” (np. w testach psychologicznych z figurami dwuznacznymi rozpoznawany jest na zmianę jeden lub drugi wariant)
3. poszczególne elementy percepcji jednostkowej dopełniają się (rozpoznanie wzorca może nastąpić mimo zmiany lub braku któregoś z elementów wzorca złożonego)
4. nie wszystkie elementy są jednakowo istotne, np. dla ofiar drapieżnych ptaków najbardziej istotną cechą sylwetki jest krótka i gruba szyja – rozpoznają ich bardzo uproszczone sylwetki (zasada wybiórczości)
5. „prawdziwy” obraz wzorca (poziom recepcji) jest zniekształcany na kolejnych piętrach analizatora („naginany” do standardowych właściwości obiektu)
6. percepcje jednostkowe są kategoryzowane, np. ludzkie twarze, ludzkie sylwetki, litery, słowa, melodie)
7. stosunki między percepcjami jednostkowymi z tej samej kategorii są antagonistyczne (np. brak możliwości równoczesnego rozpoznania dwóch twarzy na zdjęciu grupowym; antagonizm jest słabszy w przypadku percepcji jednostkowych z różnych kategorii (np. możliwość słuchania muzyki i delektowania się jedzeniem, chyba że jedna z tych percepcji wywoła bardzo silne wrażenie)

## Wybrane prace
Wybrane publikacje prof. Jerzego Konorskiego:
- J. Konorski (1948) Conditioned reflexes and neuron organization. Cambridge Univ. Press, Cambridge, 267 p.
- J. Konorski, G. Szwejkowska (1952) Chronic extinction and restoration of conditioned reflexes. IV. The dependence of the course of extinction and restoration of conditioned reflexes on the „history” of the conditioned stimulus. (The principle of the primacy of first training). Acta Biol. Exp. 16: 95-1 13.
- S. Brutkowski, J. Konorski, W. Ławicka, L. Stepien (1956) The effect of removal of frontal lobes of the cerebral cortex on motor conditioned reflexes. Acta Biol. Exp. 17: 167-188
- C. Dobrzecka, B. Sychowa, J. Konorski (1965) The effects of lesions within the sensori-motor cortex upon instrumental response to the „specific tactile stimulus”. Acta Biol. Exp. 25: 61-69.
- J. Konorski (1967) Integrative activity of the brain. An interdisciplinary approach. Univ. Chicago Press, Chicago, 53 1 p.
- J. Konorski (1968) A review of the brain research carried out in the Department of Neurophysiology of the Nencki Institute of Experimental Biology. Acta Biol. Exp. 28: 257-289.
- J. Konorski, H.-L. Teuber, B. Żernicki (Eds) (1972) The frontal granular cortex and behavior. Acta Neurobiol. Exp. 32: 1 15-656.
- R.W. Doty, J. Konorski, B. Żernicki (Eds.). Brain and behavior. Acta Neurobiol. Exp. Part A (1973) 33: 663-827. Part B (1974) 34: 5-214